# Artemisa (provincie)
Artemisa je kubánská provincie v západní části ostrova. Jejím správním centrem je stejnojmenné město Artemisa. Provincie má plochu 4 003,24 km² a přibližně 513 000 obyvatel. Na východě sousedí s provinicií Mayabeque a městem Havana, na západě s Pinar del Río. Na severu je vymezena Floridským průlivem, na jihu zálivem Batabanó. Vznikla v roce 2011 sloučením 8 obcí západní části rušené provincie Havana a 3 obcí z Pinar del Río.
Provincie se skládá z 11 municipalit:
- Bahía Honda
- Mariel
- Guanajay
- Caimito
- Bauta
- San Antonio de los Baños
- Güira de Melena
- Alquízar
- Artemisa
- Candelaria
- San Cristóbal